# Liolaemus dorbignyi
Espèce
Statut de conservation UICN

 LC  : Préoccupation mineure
Liolaemus dorbignyi est une espèce de sauriens de la famille des Liolaemidae.

## Répartition et habitat
Cette espèce est endémique de la province de Catamarca en Argentine. On la trouve entre 3 900 et 4 350 m d'altitude. Elle vit dans la puna.

## Description
C'est un saurien vivipare.

## Étymologie
Cette espèce est nommée en l'honneur d'Alcide Dessalines d'Orbigny.

## Publication originale
- Koslowsky, 1898 : Enumeración sistemática y distribución geográfica de los reptiles argentinos. Revista del Museo de La Plata, vol. 8, p. 161–200 (texte intégral).